# Complot judéo-maçonnique

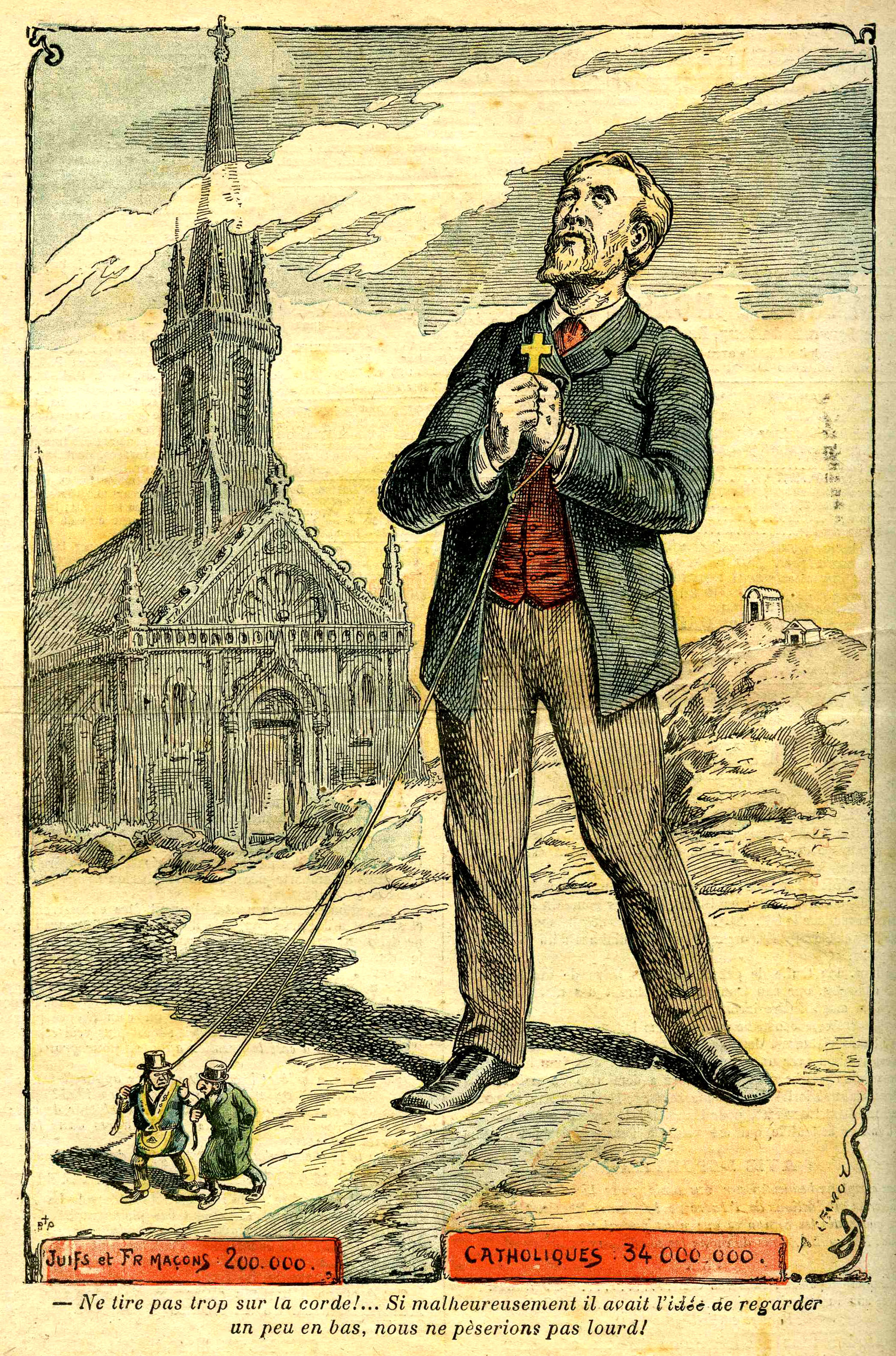
La France catholique menée par les Juifs et les francs-maçons, désigne une collusion ou une alliance judéo-maçonnique (Achille Lemot pour Le Pèlerin, numéro du 31 août 1902).

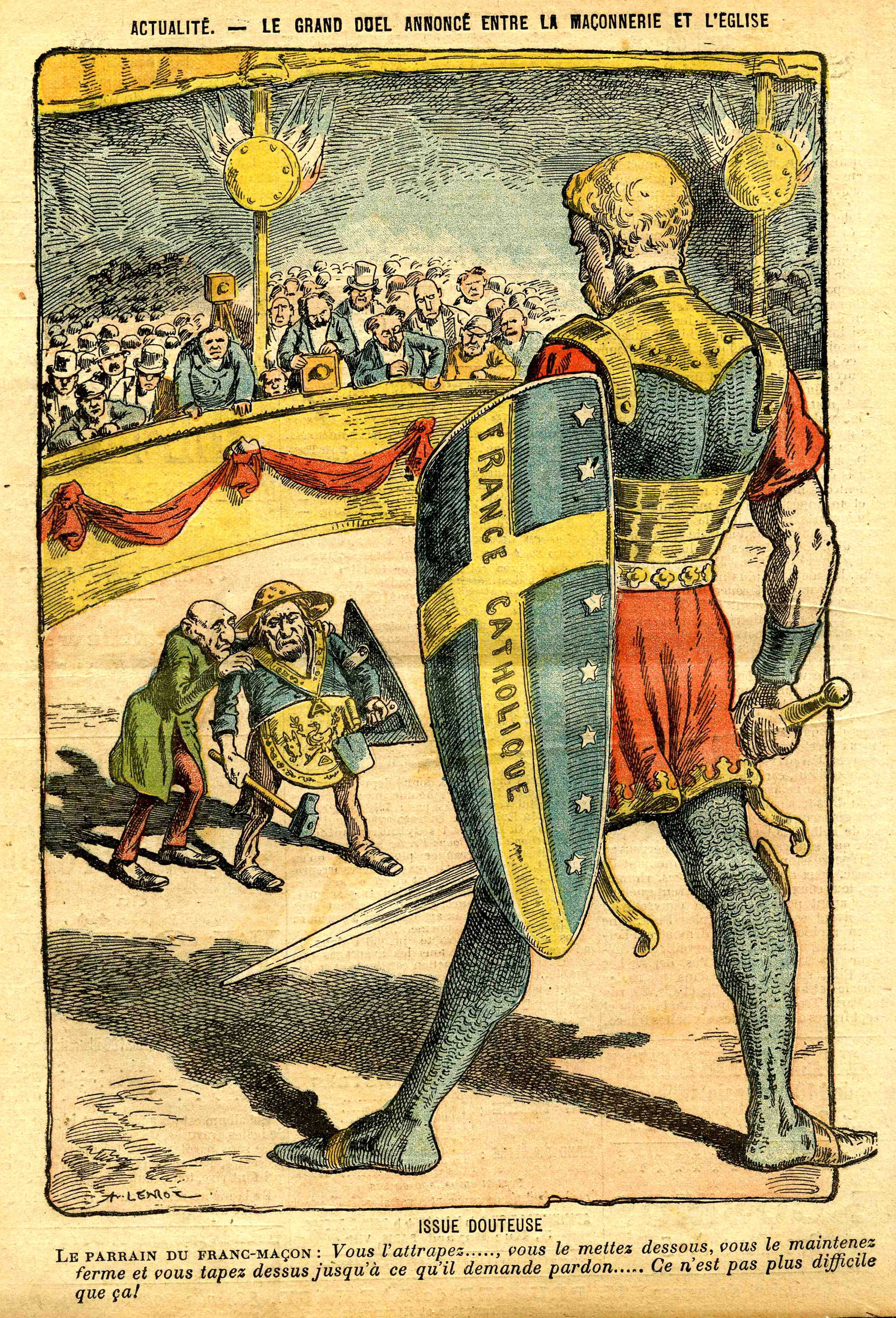
La France catholique affrontant en duel un franc-maçon, avec les conseils d'un « parrain », sans doute un juif caricaturé, référence à une thématique judéo-maçonnique de domination du premier sur le second se trouvant ainsi instrumentalisé (Achille Lemot pour Le Pèlerin, 12 octobre 1902).

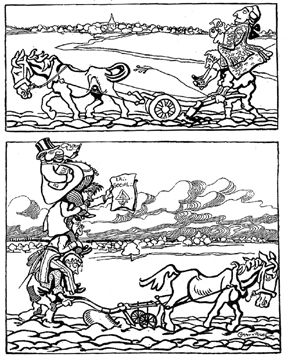
Révolution française : avant et après : dessin satirique de Caran d'Ache de 1898, durant l'affaire Dreyfus. Bien que l'Ancien Régime n'était pas idyllique, la situation a vu un surcroît d'oppression apparaître sous la forme d'un banquier, d'un franc-maçon et d'un juif se substituant au seul noble d'antan.

Le complot judéo-maçonnique, ou judéo-maçonnerie, est une théorie du complot désignant une collusion ou alliance supposée entre les milieux se rattachant au judaïsme et ceux relevant de la franc-maçonnerie afin de tendre vers la domination de la société. Cette expression est utilisée principalement par les adversaires de ces milieux. Son origine provient des milieux contre-révolutionnaires, en réaction à la Révolution française, accusée d'être l’œuvre des francs-maçons et des Juifs.

## Historique de l'expression

### Théorie du complot judéo-maçonnique
L'amalgame entre ces milieux est le fait des catholiques français, dans les années ayant suivi la publication en 1797 du livre d'Augustin Barruel, Mémoires pour servir à l'histoire du jacobinisme, où il dénonce un complot maçonnique dans la Révolution française. Quelques années après, les loges maçonniques sont ouvertes aux Juifs et les deux milieux sont alors amalgamés. L'opération est facilitée par le fait que les rituels maçonniques utilisent des mots hébreux, et par le fait que certains francs-maçons la déclarent inspirée par la kabbale. En 1871, la nationalité française est donnée aux Juifs d'Algérie à la suite des décrets Crémieux. Or Adolphe Crémieux est à la fois juif et franc-maçon, sa dénonciation constitue la véritable naissance du « complot judéo-maçonnique ».

### Théorie du complot judéo-maçonnico-communiste

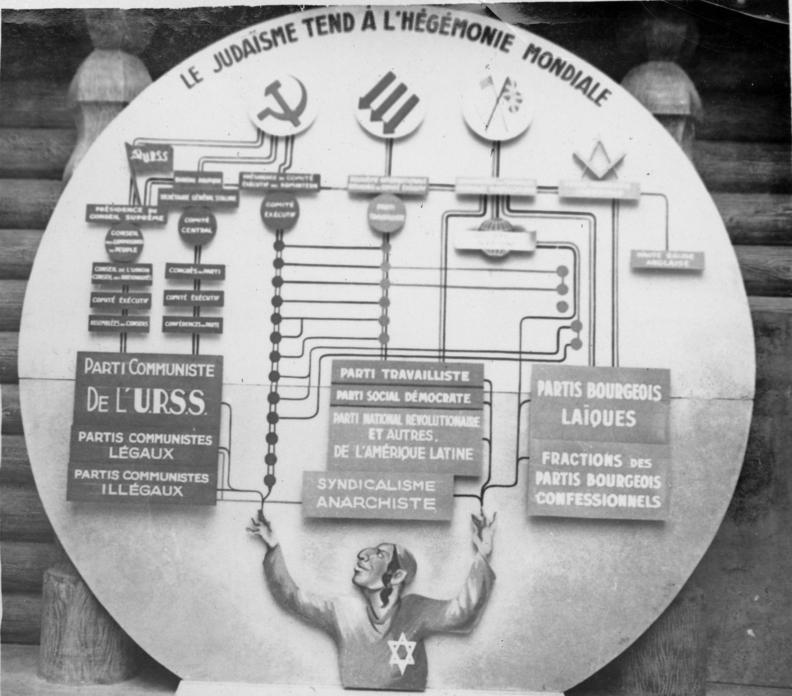
LExposition antibolchevique visait à dénoncer un complot judéo-maçonnique-communiste (ou bolchévique) en France sous l'Occupation allemande.

La conspiration judéo-maçonnique-communiste consiste en l'addition ou la synthèse du judéo-bolchévisme et de la thèse de la judéo-maçonnerie. Ces thèses sont surtout popularisées dès la révolution d'octobre 1917 par des Russes blancs. On la retrouve également dans l'Espagne franquiste. Dès l'été 1940, le gouvernement de Vichy diabolise la « monstrueuse alliance du communisme moscoutaire, du radicalisme maçonnique et de la finance juive » qui a « précipité la France dans une guerre idéologique après l'avoir affaiblie ». Il s'agissait également du thème de l'Exposition antimaçonnique de 1941 en Serbie.

## Chronologie de la théorie du complot

### XIXesiècle
Le 20 août 1806, Augustin Barruel reçut à Paris une lettre de Florence provenant d'un soldat italien, Giovanni Battista Simonini, dans laquelle ce dernier exprime la satisfaction que lui a procurée la lecture de ses Mémoires pour servir à l'histoire du jacobinisme. Il tient toutefois à évoquer un témoignage personnel, évoquant la thèse de la judéo-maçonnerie, qui lui permet d'affirmer que la maçonnerie est sous la direction du judaïsme. Barruel transmet la lettre au pape Pie VII, qui lui répond par son secrétaire, puis au roi Louis XVIII. Ces correspondances ont été publiées pour la première fois en 1882, dans le journal La Civiltà Cattolica.
En 1816, Johann Christian Ehrmann publie en Allemagne anonymement une théorie du complot par un livre et l'adressant comme un avertissement aux Allemands appuyant la thèse d'un complot judéo-maçonnique affirmant que les juifs francs-maçons de Francfort voulaient une république mondiale fondée sur l'humanisme.
Selon Jacob Katz, c'est dans l'ouvrage de 1852 d'Eduard Emil Eckert La franc-maçonnerie dans sa véritable signification, que les graines d’une hostilité commune à l’encontre des juifs et francs-maçons sera semée pour la première fois.
Osman Bey a désigné dans ses écrits la franc-maçonnerie comme contrôlée par le judaïsme, il fut suivi dans sa démarche par Hippolytus Lutostansky dans les années 1870.
En 1893, l’archevêque Leo Meurin alimente la thèse par une réflexion philosophique et théologique dans son livre La franc-maçonnerie, synagogue de Satan. Il y explique que par l'interprétation prosaïque et littérale que les juifs tirent du récit biblique, ils projetteraient de dominer la terre par la voie de la corruption idéologique. Ainsi les juifs utiliseraient les francs-maçons comme leurs suppôts, auxquels ils auraient transmis leur doctrine kabbalistique et leur aversion pour l’Église et le Christ. Il établit des liens entre la kabbale et la dogmatique maçonnique en se référant au livre d’Adolphe Franck la kabbale. Il avance qu’originellement, la franc-maçonnerie serait construite des débris de l'ordre des templiers et animée de l'esprit vindicatif de ceux qui s'en revendiqueraient héritiers.

### XXesiècle
En 1903, Isidore Bertrand défend la thèse dans un livre.
Jean-Baptiste Bidegain, dénonciateur de l'affaire des fiches en 1905, a dénoncé ce qu'il voyait comme une collusion judéo-maçonnique sociétale et parlementaire, argumentant que les ambitions de ces 2 groupes auraient été communes et affirmant que des candidatures maçonniques à l'Assemblée nationale au début du XXe siècle, dans le contexte politique suivant l'affaire Dreyfus, auraient bénéficié de financements d'origine juive.
En 1908, Paul Copin-Albancelli exprime que les intérêts du judaïsme dans la Révolution française, qu'il voit comme un complot maçonnique, sont évidents, tout comme la participation massive et organisée de la communauté juive à la révolution russe de 1905. Pour lui, cette convergence d'intérêts pourrait être le fruit d'une subordination de la maçonnerie au judaïsme, mais la présence de différents pouvoirs en jeu ne permet pas de l'affirmer avec sûreté.
Entre 1910 et 1916, des théories du complot de ce type sont diffusées concernant le Comité Union et Progrès et son action révolutionnaire au sein de l'Empire ottoman par des sources proches du gouvernement britannique à travers la correspondance diplomatique de Sir Gerard Lowther, ambassadeur britannique à Constantinople, et Gilbert Clayton, chef de l'Intelligence Service en Égypte,,,.
Dans Les Protocoles des Sages de Sion, un faux écrit et popularisé par Mathieu Golovinski et Sergueï Nilus, l'expression « L’invincibilité de la judéo-maçonnerie » figure dans le premier protocole, le troisième évoque « notre maçonnerie socialiste », le quatrième désigne la loge maçonnique comme « un masque qui cache notre but », le onzième comme « une poudre aux yeux » par laquelle la communauté juive atteint son but mais « seulement par des moyens détournés ».
En 1921, Ernest Jouin reprend le thème.
En 1929, Léon de Poncins associe également les deux communautés.
En 1935, Joseph Santo dénonce un complot judéo-maçonnique dans la répression de la crise du 6 février 1934.

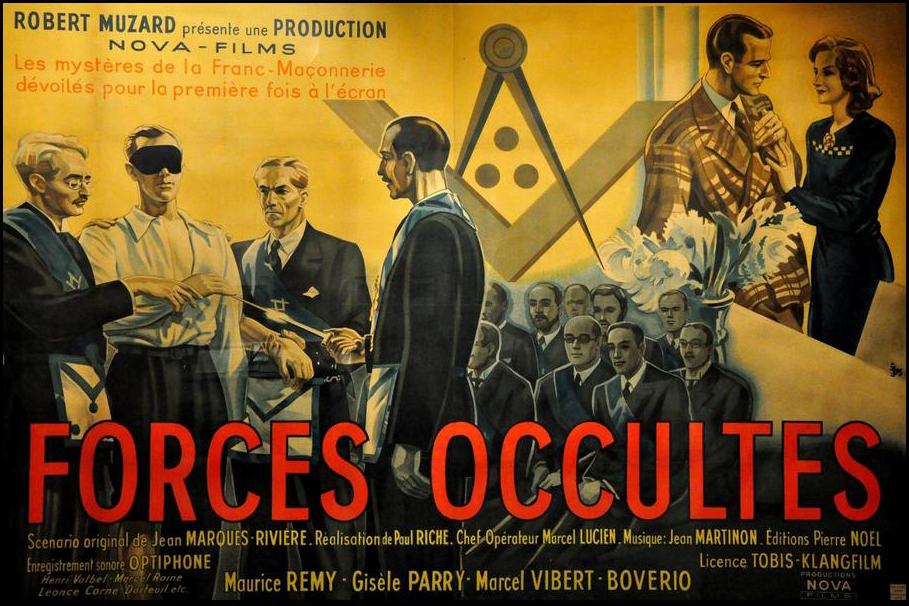
L'affiche du film Forces occultes.

Dans les années 1940 et 1950, Barry Domvile est l'auteur d'une théorie du complot sur une organisation désignée par le vocable Judmas, une combinaison judéo-maçonnique qui eut d'après lui une influence désastreuse sur l'histoire mondiale.
En mars 1943, le film de propagande Forces occultes, commandité par le régime de Vichy, attribue aux francs-maçons et aux Juifs une toute-puissance aussi universelle que maléfique dont les conséquences les plus manifestes sont la Seconde Guerre mondiale et la défaite de la France en 1940.
À la fin du XXe siècle et au début du XXIe siècle, le thème du complot judéo-maçonnique est fréquemment repris par l'extrême droite française.
Gustave Bord fut un des premiers historiens à réfuter[Comment ?] l'existence d'une conspiration judéo-maçonnique.

### Russie post-soviétique
Les théories du complot judéo-maçonnique ont trouvé une nouvelle monnaie parmi les diverses forces politiques marginales de l'après-communisme en Russie, où la misère généralisée aurait créé un terrain fertile pour les théories du complot, combiné avec l'accusation antisémite de meurtre rituel et la négation de l'Holocauste. Ces points de vue sont également exprimés par plusieurs auteurs, notamment par Oleg Platonov, Vadim Kozhinov, Igor Shafarevich et Grigory Klimov,,.

## Dans la culture populaire
Littérature
- Le roman Le Juif franc-maçon, de l'abbé Henri Desportes, paru en 1890, raconte l'histoire d'un franc-maçon juif régnant sur tout un village, il fut classé dans les meilleures ventes à l'époque[34].
- Le roman Le péril franc-maçon et le péril juif, paru en 1895 de Georges Romain, pseudonyme de Georges Kestler[34].
- La thématique de la judéo-maçonnerie et du complot y afférent fait partie de la trame du roman d'Umberto Eco, Le Cimetière de Prague[35].

Cinéma
- Le thème des forces judéo-maçonniques est abordé, à plusieurs reprises, de manière humoristique dans le film "La Septième Compagnie au clair de lune".

## Bibliographie

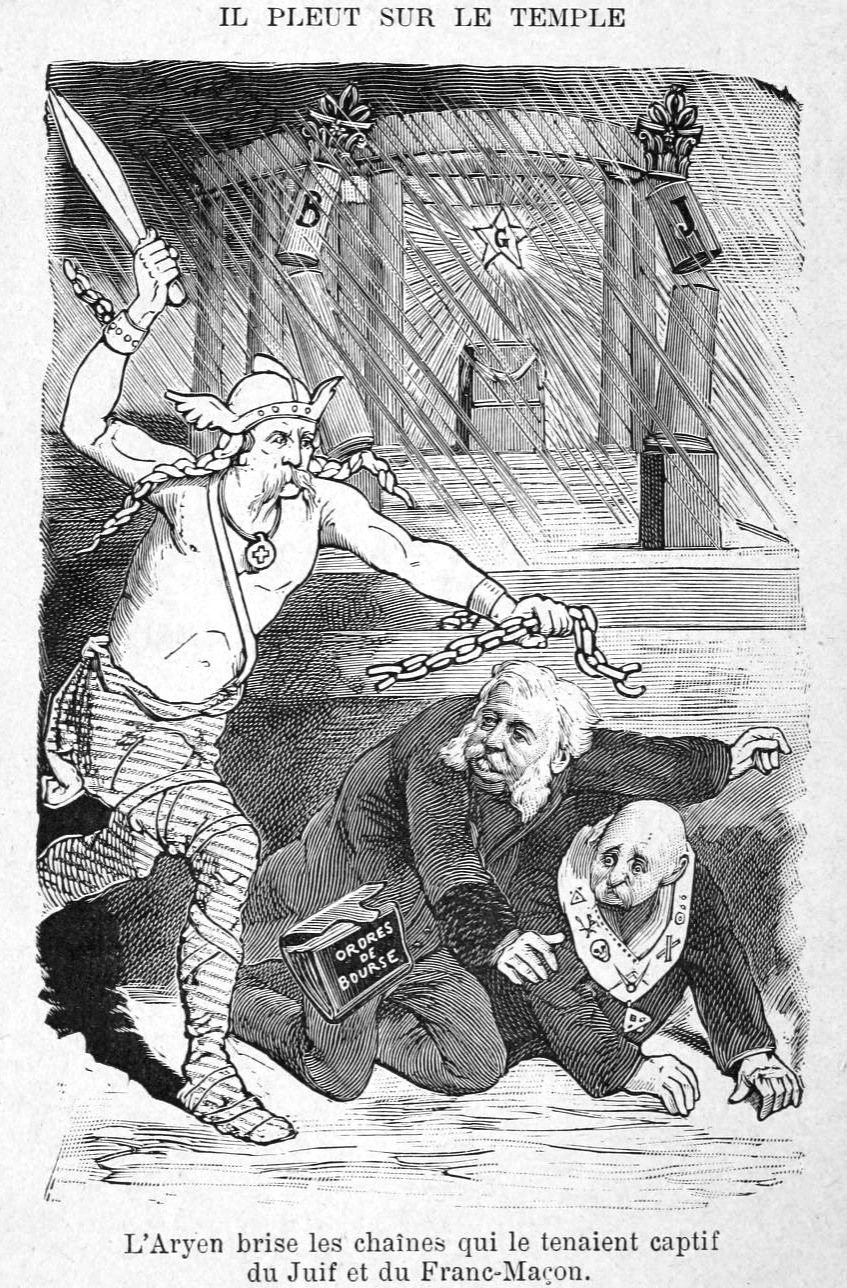
L'Aryen rompt les chaînes de la judéo-maçonnerie, dessin de 1897 dans un livre d'A.-J. Jacquet, France.